# Pante (Tanah Luas)
Pante is een bestuurslaag in het regentschap Aceh Utara van de provincie Atjeh, Indonesië. Pante telt 432 inwoners (volkstelling 2010).